# Prosimii
Bộ Bán hầu (Danh pháp khoa học: Prosimii) hay nhóm bán hầu có nghĩa là nửa khỉ hay gần như khỉ (trong tiếng Anh còn gọi là Prosimian) là một tiểu bộ linh trưởng bao gồm các loài linh trưởng mang các đặc điểm rất giống với các loài linh trưởng cổ xưa nhất, với các loài vượn cáo như vượn cáo đuôi vòng của Madagascar, các loài cu li và vượn mắt kính (galago) và khỉ lùn, đây là là những động vật có vú tiến hóa gần giống như loài khỉ nhưng xuất hiện trước khỉ vì vậy bộ này còn gọi là khỉ nguyên thủy.

## Phân loại
Gần đây, các nhà phân loại học đã đặt ra phân bộ Strepsirrhini (hay linh trưởng mũi cong/mũi ướt) bao gồm Prosimii nhưng không phải là vượn mắt kính. Bộ bán hầu là loài linh trưởng duy nhất có nguồn gốc từ Madagascar, nhưng cũng được tìm thấy trên khắp châu Phi và châu Á. Bộ bán hầu là một nhóm cận ngành và không phải là một nhánh (một nhóm bao gồm một tổ tiên và con cháu của nó), vì khỉ lùn tarsier chia sẻ một tổ tiên chung gần hơn với tất cả Loài linh trưởng bậc cao (simian) hơn với strepsirrhini. Do đó, thuật ngữ "Prosimian" được sử dụng không còn rộng rãi trong một cảm giác phân loại, nhưng vẫn được sử dụng để minh họa cho tính sinh thái của khỉ lùn tarsier tương đối so với các loài linh trưởng khác. 